# Torneo de Charleston 2018
El Volvo Car Open 2018 fue un evento de tenis WTA Premier en la rama femenina. Se disputó en Estados Unidos, en el Family Circle Tennis Center de Daniel Island, Charleston, Carolina del Sur del 2 al 8 de abril. Es el único torneo en el año de la temporada de polvo de ladrillo que se disputa con arcilla verde.

## Distribución de puntos
| Modalidad           | Campeona | Finalista | Semifinales | Cuartos de final | 3ª ronda | 2ª ronda | 1ª ronda | Clasificadas | 2ª ronda de clasificación | 1ª ronda de clasificación |
| Individual femenino | 470      | 305       | 185         | 100              | 55       | 30       | 1        | 25           | 13                        | 1                         |
| Dobles femenino     | 470      | 305       | 185         | 100              | -        | -        | 1        | -            | -                         | -                         |

## Cabezas de serie

### Individuales femenino
| Tenista              | Ranking | Preclasificada |
| Caroline Garcia      | 7       | 1              |
| Petra Kvitová        | 9       | 2              |
| Daria Kasatkina      | 11      | 3              |
| Sloane Stephens      | 12      | 4              |
| Julia Görges         | 13      | 5              |
| Johanna Konta        | 14      | 6              |
| Madison Keys         | 15      | 7              |
| Anastasija Sevastova | 17      | 8              |
| Ashleigh Barty       | 20      | 9              |
| Naomi Osaka          | 22      | 10             |
| Daria Gavrilova      | 26      | 11             |
| Kiki Bertens         | 29      | 12             |
| Irina-Camelia Begu   | 37      | 13             |
| Alizé Cornet         | 38      | 14             |
| Mihaela Buzărnescu   | 39      | 15             |
| Yelena Vesnina       | 43      | 16             |

- Ranking del 19 de marzo de 2018.[3]

### Dobles femenino
| Tenista                                 | Ranking | Preclasificada |
| Gabriela Dabrowski Yifan Xu             | 16      | 1              |
| Bethanie Mattek-Sands Andrea Hlaváčková | 33      | 2              |
| Andreja Klepač María José Martínez      | 42      | 3              |
| Barbora Krejčíková Kateřina Siniaková   | 44      | 4              |

## Campeonas

### Individual femenino
Kiki Bertens venció a  Julia Goerges por 6-2, 6-1

### Dobles femenino
Alla Kudryavtseva /  Katarina Srebotnik vencieron a  Andreja Klepač /  María José Martínez por 6-3, 6-3 